# Stephen Gerö
Stephen Gerö (* 23. September 1943 in Budapest) ist ein in Deutschland lebender Orientalist ungarischer Herkunft. Seine Forschungsschwerpunkte sind der byzantinische Bilderstreit, die Sprachen und Literaturen der Ostkirchen, die Gnosis und die biblischen Apokryphen.

## Leben
Stephen Gerö, Sohn des Architekten István Gerö und der Apothekerin Zsusanna Gerö, geb. Bodnár, verbrachte seine ersten Jahre in Ungarn. Veranlasst durch den Ungarischen Volksaufstand im Oktober 1956 emigrierte die Familie im Dezember desselben Jahres über Österreich nach Montreal (Kanada).

## Wissenschaftlicher Lebensweg
Nach dem Besuch des Gymnasiums in Montreal erwarb Gerö an der dortigen McGill University den Bachelor. Hierauf studierte er Orientalistik, Byzantinistik, Theologie und Religionswissenschaft an der Harvard University (Cambridge, Massachusetts) bei Robert W. Thomson, Thomas O. Lambdin, Robert Lee Wolff, Ernst Kitzinger, George MacRae, Helmut Koester und George H. Williams. Er wurde 1972 an der Harvard University mit der Arbeit „Byzantine Iconoclasm: A Study of its Genesis and Early Development“ promoviert. An seine Tätigkeit als „teaching assistant“ an der Harvard University (ab 1968) schloss sich 1973 eine Assistenzprofessur an der Brown University (Providence, Rhode Island) an. 1980 wurde er Nachfolger Alexander Böhligs in der Professur für Sprachen und Kulturen des Christlichen Orients an der Universität Tübingen (ab 1987 Ordinarius, emeritiert 2008). In diese Zeit fallen auch eine Gastprofessur in Uppsala (1985/86) und mehrere Forschungsaufenthalte am Dumbarton Oaks Institute for Byzantine Studies (Washington, D.C.) und am Institute for Advanced Study (Princeton, New Jersey).

## Veröffentlichungen
- Byzantine iconoclasm during the reign of Leo III, with particular attention to the oriental sources (= Corpus Scriptorum Christianorum Orientalium 346, Subsidia 41). Löwen 1973.

- Byzantine iconoclasm during the reign von Constantine V, with particular attention to the oriental sources (= Corpus Scriptorum Christianorum Orientalium 384, Subsidia 52). Löwen 1977.

- Barṣauma of Nisibis and Persian Christianity in the fifth century (= Corpus Scriptorum Christianorum Orientalium 426, Subsidia 63). Löwen 1981. ISBN 2-8017-0164-5

- ca. 100 Aufsätze, Rezensionen und Enzyklopädie-Artikel

- Eine vollständige Bibliografie findet sich in: 
Bibel, Byzanz und christlicher Orient. Festschrift für Stephen Gerö zum 65. Geburtstag (= Orientalia Lovaniensia analecta 187). Hg. von Dmitrij Bumazhnov, Emmanouela Grypeou, Timothy B. Sailors und Alexander Toepel. Löwen 2011, S. XI-XVII. ISBN 978-90-429-2177-1

- Kürschners Deutscher Gelehrten-Kalender 2011, 23. Ausgabe, Bd. 1, S. 1187.